# Lie (bài hát của T-ara)
"Geojitmal" (tiếng Hàn Quốc: 거짓말, "Lie") là đĩa đơn của nhóm nhạc nữ T-ara phát hành ngày 27 tháng 7 năm 2009. "Lie" (Part 2) sau đó được đưa vào album đầu tay của nhóm Absolute First Album. Phiên bản đầu tiên của ca khúc được đổi tên thành "Lie" (Dance Ver.) và phần hai của ca khúc là "Lie" (Slow Ver.). Mặc dù các thành viên T-ara đã tham gia vào hai bài hát khác trước đó, nhưng Lie mới chính là đĩa đơn để ra mắt của nhóm.

## Danh sách bài hát
| STT              | Nhan đề                               | Phổ lời          | Phổ nhạc                    | Thời lượng |
| ---------------- | ------------------------------------- | ---------------- | --------------------------- | ---------- |
| 1.               | "Geojitmal (Part.1)" (거짓말, Lie)    | Ahn Young-min    | Cho Young-soo               | 3:46       |
| 2.               | "Geojitmal (Part.2)"                  | Ahn Young-min    | Cho Young-soo               | 3:42       |
| 3.               | "Norabollae?" (놀아볼래, Wanna Play?) | Ahn Young-min    | Cho Young Soo, Kim Tae-hyun | 2:53       |
| 4.               | "Geojitmal (Show Ver.)"               | Ahn Young-min    | Cho Young-soo               | 3:55       |
| Tổng thời lượng: | Tổng thời lượng:                      | Tổng thời lượng: | Tổng thời lượng:            | 14:16      |